# Laboratorios Vanguard SL
Laboratorios Vanguard SL es una empresa española especializada en comercio electrónico dentro del sector salud, belleza y bienestar. Con sede en Gavà, Barcelona, la compañía opera a través de tres plataformas principales: Dieteticacentral, Bulevip y Carethy, ofreciendo un catálogo de más de 40.000 productos y presencia en más de 20 países. Como parte del Grupo Fedefarma, optimiza su logística y experiencia de usuario en el ámbito del e-commerce especializado en salud.

## Historia
Laboratorios Vanguard SL fue constituida el 29 de julio de 2005.
Desde su fundación, la empresa ha enfocado sus esfuerzos en digitalizar la distribución de productos de salud y bienestar, consolidando su presencia en el comercio electrónico español. En diciembre de 2024, la compañía anunció la integración de sus tres principales plataformas de e-commerce: Dieteticacentral, Bulevip y Carethy, con el objetivo de fortalecer su liderazgo online y optimizar recursos logísticos. 

### Fedefarma
Como parte de Fedefarma, Laboratorios Vanguard SL se beneficia de su infraestructura y red de distribución, lo que permite optimizar la logística y expandir su presencia en el comercio electrónico de salud.
La empresa cuenta con un equipo de entre 11 y 25 empleados y su facturación anual estimada oscila entre 15 y 30 millones de euros. 

## Plataformas y Empresas del Grupo

### Dieteticacentral
Dieteticacentral es una plataforma de e-commerce especializada en parafarmacia y bienestar integral. Su catálogo supera las 20.000 referencias, incluyendo suplementos alimenticios, productos dietéticos y herbolario. La tienda colabora con marcas reconocidas del sector como Arkopharma, Solgar y Bepanthol, ofreciendo una amplia variedad de productos adaptados a las tendencias de consumo saludable y el mercado de la parafarmacia digitalizada.

### Bulevip
Bulevip es un e-commerce enfocado en nutrición deportiva y suplementación, con presencia en cinco países. Dispone de más de 15.000 referencias, incluyendo productos de marcas líderes como Optimum Nutrition, Amix, Weider y Crown Sport Nutrition. La plataforma se ha consolidado en el mercado español gracias a su alto índice de fidelización de clientes, que alcanza el 60%, lo que la posiciona como una de las tiendas especializadas más relevantes en el sector.

### Carethy
Carethy es una plataforma centrada en cosmética, perfumería, cuidado personal y salud capilar. Su catálogo cuenta con más de 30.000 referencias, incluyendo productos de marcas internacionales de prestigio. La plataforma se distingue por ofrecer una experiencia de compra integral, donde los usuarios pueden encontrar tanto novedades como sus productos favoritos en un solo sitio web. 

## Actividades y Mercado
Laboratorios Vanguard se especializa en la distribución y comercialización de productos sanitarios, farmacéuticos y de bienestar en el mercado español e internacional. 
Su actividad se enmarca dentro de la intermediación comercial en el sector de la salud, facilitando la distribución de insumos médicos, suplementos nutricionales, cosmética y productos parafarmacéuticos.

La empresa opera bajo un modelo de e-commerce B2C y B2B, permitiendo la venta directa al consumidor final y la colaboración con otros distribuidores del sector.
- Datos: Q132539065